# Sebastian Langkamp
Sebastian Langkamp (* 15. Januar 1988 in Speyer, Rheinland-Pfalz) ist ein deutscher Fußballspieler. Der Abwehrspieler unterschrieb am 8. Januar 2021 einen Zweijahresvertrag beim australischen Erstligisten Perth Glory.

## Karriere

### Vereine
Sebastian Langkamp spielte seit dem Jahr 2005 in der Jugend des FC Bayern München. In der Saison 2006/07 war er Kapitän der A-Junioren und wechselte 2007 zum Hamburger SV, bei dem er eine halbe Saison lang dem Profikader angehörte, allerdings nur in der Regionalliga zum Einsatz kam. Im Januar 2008 unterzeichnete Langkamp einen bis 30. Juni 2010 datierten Vertrag beim Karlsruher SC, bei dem er zunächst in der zweiten Mannschaft in der Regionalliga Süd zum Einsatz kam. Am 1. März 2009 bestritt er bei der Heimpartie gegen den VfB Stuttgart sein erstes Bundesligaspiel und stand in der Startelf. Am 25. April 2009 schoss Langkamp im Auswärtsspiel bei Bayer 04 Leverkusen mit einem Befreiungsschlag aus 46,5 Metern sein erstes Bundesliga-Tor. Nach dem Abstieg des KSC spielte er zwei Jahre lang in der 2. Bundesliga. Zur Saison 2011/12 wechselte Langkamp zum Bundesligisten FC Augsburg und gab sein Debüt am 14. August 2011 (2. Spieltag) beim 1:1 im Auswärtsspiel gegen den 1. FC Kaiserslautern, als er in der 78. Spielminute für Marcel Ndjeng eingewechselt wurde.
Zur Saison 2013/14 wechselte er ablösefrei zum Ligarivalen Hertha BSC. Sein Vertrag lief bis 2019.
Ende Januar 2018 schloss er sich Werder Bremen an. Nachdem sein Vertrag dort Ende Juni 2020 ausgelaufen war, wurde er vereinslos. Erst im Januar 2021 fand er im australischen Perth, wo er beim dortigen Erstligisten einen Zweijahresvertrag unterschrieb, einen neuen Arbeitgeber.

### Nationalmannschaft
Sein Debüt im Nationaltrikot gab Langkamp am 14. März 2006 in Hagen bei der 1:2-Niederlage gegen die Auswahl Frankreichs. Sein zweites Länderspiel bestritt er zwei Tage später in Bottrop bei der 1:3-Niederlage im erneuten Vergleich mit der Auswahl Frankreichs. Sein Debüt für die U-21-Nationalmannschaft gab er am 11. August 2009 in Kiew bei der 1:3-Niederlage gegen die Auswahl der Türkei.

## Sonstiges
Sein älterer Bruder Matthias Langkamp war ebenfalls Fußballprofi.

## Erfolge
- Deutscher A-Junioren-Vizemeister 2006 und 2007 mit dem FC Bayern München